# アサ・ミラー
アサ・ミラー（英語: Asa Miller）（2000年6月14日 - ）は、フィリピン系アメリカ人のアルペンスキー選手である。2018年平昌オリンピックには、フィリピン代表選手として出場する。

## 幼少期
ミラーは2000年6月14日、アメリカ合衆国オレゴン州ポートランドに生まれ、そこで幼少期を過ごした。母ポリーはフィリピンマニラサンタクルズの出身であった。ミラーはオレゴンのリンカーンハイスクールで中等教育を受けており、現在は最終学年に所属している。ミラーは1歳半の時にスキーを開始した。

## 選手としての経歴
ミラーはポートランドに拠点を置く競技チームMt.  Hood Meadowsに所属しており、2018年で在籍約10年となる。ミラーが初めて競技に参加したのは8歳の時であった。Mt. Hood Meadowsでのミラーのコーチは、Erik Gilbert、AJ KittおよびBrad Saxeである。

### アルペンジュニア世界選手権
ミラーは、2017年にスウェーデンのオーレで開催されたアルペンジュニア世界選手権に参加した。ミラーはフィリピン代表選手として回転、大回転、スーパー大回転およびアルペン複合に出場したが、大回転以外は途中棄権となった。

### 冬季オリンピック
ミラーは2016年に、フィリピン代表選手として冬季オリンピックに出場できることに気づいた。ミラーは、米国籍と、母がフィリピン人であることにより得たフィリピン国籍の二重国籍となっていたためである。
ミラーは国際スキー連盟が定めた基準点を獲得したため、韓国で開催される2018年平昌オリンピックへの出場権を取得した。ミラーは、出場権を得るために、米国内のみならず、オーストラリア、ニュージーランドおよびスウェーデンでの大会にも出場した。またミラーは、オリンピック準備のために3週間の休学を行った。ミラーは、冬季オリンピック4大会で米国代表を務めたAJ Kittのコーチを受けている。ミラーをオリンピックに出場させるため、フィリピンオリンピック委員会が費用の支援を行っていたものの、ミラーの家族もGoFundMeを通じたファンドレイジングを行った。
冬季オリンピックに出場するフィリピン代表選手団2名のうちの1名である。開会式ではフィリピン代表選手団の旗手を務めた。2月18日に開催される大回転に出場し、70位の成績を残した。